# Brigadas Amanecer de la Libertad
Las Brigadas del Amanecer de la Libertad (تجمع ألوية فجر الحرية, Tajamu Alwiya Fajr al-Hurriya) fue una alianza rebelde siria afiliada al Ejército Sirio Libre que participó en la Guerra civil siria. Se coordinó con la sala de operaciones conjuntas Volcán del Éufrates y finalmente se convirtió en parte del Ejército de Revolucionarios (Jaysh al-Thuwar) en 2015.

## Historia
El fundador de las Brigadas Amanecer de la Justicia, fue Nizar al-Khatib, también conocido por el nombre de guerra «Abu Laith». Al-Khatib fue comandante en el Frente Ghuraba al-Sahm, que fue derrotado por las fuerzas rebeldes islamistas lideradas por el Estado Islámico de Irak y el Levante entre mediados y  finales de 2013. Durante este tiempo, Nizar al.khatib fomó la Brigada de Descendientes de Mensajeros, una rama de Ghuraba al-Sham. En enero y febrero de 2014, en medio del conflicto generalizado entre ISIL y otros grupos rebeldes, incluso en el norte de Alepo, la Brigada de Descendientes de Mensajeros forjó una alianza con el Frente Kurdo. En marzo de 2014, la brigada cambió su nombre a Brigadas Amanecer de la Libertad.
El 8 de noviembre del 2014, un comandante de campo de las Brigadas Amanecer de la Libertad fue asesinado por elFrente al-Nusra.  El 18 de noviembre, Nizar al-Khatib («Abu Laith») fue reemplazado por Hasan al-Banawi («Abu Juma») como líder de la coalición debido a «problemas de salud» de al-Khatib.
El 5 de diciembre de 2014, miembros de la Brigada Amanecer de la Libertad con base en Idlib desertaron de las brigadas. El 24 de diciembre, las Fuerzas de Respuesta Grave, coalición que incluía al Frente al-Nusra y al Ejército Islámico Muyahidines, asaltó el cuártel general del grupo en Mare'. El Frente Al-Nusra capturó a Wael al-Khatib («Abu Fuad»), comandante general del grupo, y varios otros comandantes durante la redada.
El 3 de mayo del 2015, algunos de los exmiembros del ex Movimiento Hazzm y el Frente Revolucionario de Siria junto a Jabhat al-Akrad, principal grupo que compone las Brigadas Amanecer de la Justicia, el Batallón Sol del Norte y células minoritarias del FSA conformaron el  Ejército de Revolucionarios, desapareciendo el batallón en el proceso.
Aunque la mayoría delos miembros de las brigadas se unieron al nuevo Ejército Revolucionario, su fundador, Nizar al-Khatib, no lo hizo y crítico al recién formado ejército.